# Sot de Ferrer
Sot de Ferrer là một đô thị trong tỉnh Castellón, Cộng đồng Valencia, Tây Ban Nha. Đô thị Sot de Ferrer có diện tích 8,6 km², dân số theo điều tra năm 2010 của Viện thống kê quốc gia Tây Ban Nha là 460 người. Đô thị Sot de Ferrer nằm ở khu vực có độ cao 230 mét trên mực nước biển.